# Global 200
Global 200 er den samlede oversigt over økoregioner, der er karakteriseret som bevaringsværdige af World Wildlife Fund (WWF).
Listen bygger på WWFs omfattende system af økoregioner. WWF definerer en økoregion som et "ret stort land- eller vandområde, der rummer et karakteristisk sæt af naturlige samfund, hvor det store flertal af arter successioner og miljøvilkår er fælles". WWF har optegnet 867 økoregioner for Jordens landmasser. Tilsvarende findes der økoregioner for ferskvandsområder og havområder. Ud af disse har WWF udvalgt 200, som er de afgørende for den globale biodiversitet. Global 200 består dog i virkeligheden af 233 økoregioner, der omfatter 136 på landjorden, 36 i ferskvand og 61 i havet.
WWF tillægger hver økoregion en bevaringsstatus i Global 200: ”kritisk” eller ”truet”; ”sårbar”; ”relativt stabil” eller ”intakt”. Over halvdelen af økoregionerne i Global 200 regnes for truede.
Målet med klassificeringssystemet er at sikre, at alle slags økosystemer bliver repræsenteret under regionale bevarings- og udviklingsstrategier. 